# Cantone di Amiens-2 (Nord-Ovest)
Il Cantone di Amiens-2 (Nord-Ovest) era una divisione amministrativa dell'arrondissement di Amiens.
È stato soppresso a seguito della riforma complessiva dei cantoni del 2014, che è entrata in vigore con le elezioni dipartimentali del 2015.
Comprendeva parte della città di Amiens ed i comuni di:
- Argœuves
- Saint-Sauveur